# アディル・シヒ
アディル・シヒ（アラビア語: عادل شيحي, ラテン文字表記: Adil Chihi, 1988年2月21日 - ）は、ドイツ・デュッセルドルフ出身の元モロッコ代表サッカー選手。現役時代のポジションはフォワード。

## 経歴
フォルトゥナ・デュッセルドルフの下部組織から1.FCケルンに移り、2006年にトップチームデビューした。
2014年7月23日、フラムFCに加入した。
2017年1月4日、FSVフランクフルトからボトラのIRタンジェに移籍。1年半の契約を結び、初めて自身のルーツであるモロッコでプレーすることになった。

## 代表歴
2005年に開催されたFIFA U-20ワールドカップに飛び級で出場した。
2008年ベナン代表戦でA代表デビューした。

## タイトル
ケルン
- 2. ブンデスリーガ : 2013-14